# اسلام آمریکایی
اسلام آمریکایی اصطلاحی است که توسط روح‌الله خمینی برای توصیف نوعی اسلام جعلی استفاده می‌شد.
این اصطلاح، بعدها کاربرد گسترده‌تری پیدا کرد و حتی در منازعات سیاسی مورد استفاده قرار گرفت.
روح‌الله خمینی از این اصطلاح به‌صورت عامی بهره می‌گیرد. وی اسلام آمریکایی را شامل مواردی چون: «اسلام اشرافیت»، «اسلام ابوسفیان»، «اسلام ملاهای کثیف درباری»، «اسلام مقدس نماهای بی‌شعور حوزه‌های علمی و دانشگاهی»، «اسلام نکبت و ذلت»، «اسلام پول و زور»، «اسلام فریب و سازش و اسارت»، «اسلام حاکمیت سرمایه و سرمایه داران بر مظلومین و پابرهنه‌ها» ذکر می‌کند. وی این اصطلاح را در برابر اسلام ناب محمدی، اسلام پابرهنگان و محرومان قرار می‌دهد.
اسدالله بیات درک نوشته‌های علی شریعتی را مدیون متمایزسازی «اسلام ناب محمدی» و «اسلام آمریکایی» توسط خمینی دانسته‌است.
همچنین امروزه اسلام آمریکایی را به چهار شاخهٔ تندروی غرب ستیز، سکولار، راست دینی اسلامی و عرفان‌های دروغین تقسیم می‌کنند.

## پیشینه
پیشینه این واژه سیاسی به دوران اول انقلاب سال ۱۳۵۷، هنگامی‌که سید روح‌الله خمینی در صحبت‌هایش از اسلام و نظام حاکم بر شیخ‌نشینان عرب در خلیج فارس و عربستان سعودی با عبارت منادیان «اسلام آمریکایی» اشاره کرد بازمی‌گردد.

## دیدگاه سیدقطب
سید قطب در سال ۱۹۴۹م دربارهٔ اسلام آمریکایی اذعان کرده بود که: "اسلامی را که آمریکا و همپیمانانش برای شرق می‌خواهند، آن اسلامی نیست که در مقابل استعمار و طاغوت مقاومت کند، بلکه از دیدگاه آنان اسلامی خوب است که فقط در مقابل کمونیسم قیام نماید و آن را برنتابد.
آنها نمی‌خواهند اسلام حکومت کند و حکومت اسلامی را تحمل نمی‌کنند، زیرا که اگر اسلام حکومت تشکیل داد، ملت‌ها را به شکلی دیگر - برخلاف میل آمریکا - تربیت می‌کند و آنگاه است که مردم می‌دانند که باید صاحب قدرت باشند، استعمارگر را نپذیرفته و طردش نمایند، و می‌فهمند که کمونیسم وبائی است مانند استعمار و هر دو دشمن و تجاوزگرند.
آمریکا و همپیمانانش برای شرق "اسلامی آمریکایی" می‌خواهند که فقط به عدم زاد و ولد، حضور زنان در پارلمان و شکننده‌های وضو فتوا دهد و هرگز در مورد اوضاع اجتماعی، اقتصادی و نظام مالی ما بحث نکنند و در مسائل سیاسی، قومی و آنچه که ما را باهم وصل می‌کند و خلأها را برطرف می‌سازد، نه سخن بگویند و نه فتوایی صادر کنند و قانون گذاری، صدور حکم بر مبنای اصول و ثوابت اسلامی و تفوّق طلبی برای اسلام ممنوع است و نوشتن، سخن گفتن و صدور فتوا در آن مورد جواز ندارد".

## دیدگاه ریچارد نیکسون
رئیس‌جمهور اسبق آمریکا ریچارد نیکسون در سال ۱۹۸۸م. در کتاب «فرصت را دریابیم»، غرب - از آمریکا تا روسیه - را بر اتحاد علیه «مسلمانانِ بنیادگرا» فراخوانده و گوشزد کرده بود که این نوع مسلمانان به دنبال مسائلی اند از قبیل:
1. بازآفرینی گذشته به معنی احیای تمدن سابق اسلامی.
2. تطبیق و اجرای کامل شریعت و قوانین اسلامی.
3. معتقد اند که اسلام شامل دین و دولت است - و جدایی دین از سیاست را نمی‌پذیرند -.

۴- با وجود اینکه آنان به گذشته می‌نگرند، اما از گذشته برای ساختن آینده الهام می‌گیرند. آنها محافظه کار نبوده بلکه انقلابی اند.

## دیدگاه فوکویاما
"فرانسیس فوکویاما" (به انگلیسی: Yoshihiro Francis Fukuyama) فیلسوف و نظریه‌پرداز استراتژی آمریکا " در اوائل سال ۲۰۰۲م. در مورد پروژه "اسلام آمریکایی" گفت:
"اسلام در جهان، تنها تمدنی است که با مدرنیسم غربی مشکل دارد - و آن را نمی‌پذیرد -، جهان اسلام در سال‌های اخیر مأمن ظهور حرکت‌های اصولگرایانه ای بوده که سیاست‌های غربی را نمی‌پذیرند که هیچ، بلکه اساس مدرنیسم که نظام لائیک و غیر دینی است را رد می‌کنند. پس باید تحول اساسی از درون اسلام آغاز گردد. مسلمانان باید موضع خود را مشخص کنند که آیا با مدرنیسم و حاکمیت لائیک می‌خواهند کنار بیایند و با مسالمت زندگی کنند؟ یا خیر؟".

## دیدگاه سید علی خامنه ای
از دیدگاه رهبر جمهوری اسلامی ایران، علی خامنه ای، اسلام آمریکایی، چیزی تحت عنوان اسلام نامیده می‌گردد که «در خدمت منافع قدرتهای استکباری و توجیه‌گر اقدامات آنها می‌باشد»؛ و «بهانه‌ای به منظور انزوای اهل دین و عدم پرداختن آنان به مسائل مسلمین..»؛ «ابزاری با هدف جداسازی قسمت عمده‌ای از احکام اجتماعی- سیاسی اسلام از مجموعه دین و منحصر نمودن دین به مسجد» محسوب می‌شود. از دیدگاه وی: اسلام آمریکایی همان «اسلام انسانهای بی‌درد و بی‌سوزی محسوب می‌گردد که به جز به خویشتن و رفاه حیوانی خودشان اندیشه نمی‌کنند»؛ «خداوند و دین از نظر چنین اسلامی (اسلام-آمریکایی) همانند سرمایهٔ تجار، وسیله‌ای به منظور زراندوزی یا قدرت‌طلبی می‌باشد و تمام آیه‌های قرآنی و روایتهایی را که برخلاف میل و منفعت آنها باشد، بی‌محابا به سوی فراموشی سوق می‌دهند یا با حالتی وقیحانه تأویل می‌نمایند». از دیدگاه وی: اسلام آمریکایی، در واقع همان اسلام سلاطین و رؤسایی محسوب می‌شود که…».